# Carl Wattrang
Carl Wattrang, född 16 november 1689 i Stockholm, död där 26 december 1749, var en svensk lagman och politiker.

## Biografi
Carl Wattrang var son till vicepresidenten i Svea hovrätt Johan Wattrang och Anna Maria Ehrenstrahl samt brorson till Gustaf Wattrang. Efter juridiska och historiska studier vid Uppsala universitet blev han auskultant i Svea hovrätt 1709, och avancerade där till extraordinarie notarie 1712, notarie 1716, extraordinarie advokatfiskal 1718 och assessor 1721, varefter han utnämndes till lagman i Södermanland 1728. Redan i början av frihetstiden uppträdde Wattrang i kretsarna av de som ville skapa ett konstitutionellt statsskick, och blev efterhand en trogen och nitisk anhängare av Arvid Horn och mösspartiet. När mössregimen på 1738–1739 års riksdag bröts samman, var Wattrang en av dess ivrigaste förespråkare på Riddarhuset och vände sig med skärpa mot de övergrepp som de segrande hattarna lät begå mot besegrade mösspolitiker, Wattrangs enträgna fasthållande vid sina betänkligheter mot hattarnas krig mot Ryssland ledde till ett våldsamt uppträde på Riddarhuset i februari 1741. Som medlem av mindre sekreta deputationen fick Wattrang vid följande riksdag uppdrag att tillsammans med hovrättsrådet Lars Ehrenstam uppsätta en relation om krigets förhistoria och upphov, där han skarpt kritiserade hattrådets utrikespolitik, men hans framställning ogillades av sekreta utskottet.
Han omvandlade sitt gods Sandemar i Österhaninge socken, Stockholms län till ett fideikommiss för sina avkomlingar.

## Bilder

Hans efterlevande lät arkitekten Jean Eric Rehn rita och färdigställa ett epitafium över honom i Storkyrkan i Stockholm.